# Patricio Almonacid
Patricio Almonacid (Puerto Montt, Región de Los Lagos, 11 de septiembre de 1979) es un ciclista chileno.
Este ciclista ganó la Vuelta a Chile de 2012 y participó de los Juegos Olímpicos de 2008, donde lideró durante 189 minutos la prueba de fondo antes de retirarse. En 2012 fue reconocido como ciudadano ilustre de Puerto Montt. Tras su retiro de la actividad profesional en 2018, Almonacid abrió un gimnasio y se ha dedicado al triatlón y al ciclismo de montaña como aficionado.

## Palmarés
2004
- 3° en el Campeonato de Chile Contrarreloj

2008
- 3° en el Campeonato de Chile en Ruta

2009
- 2° en el Campeonato de Chile en Ruta

2011
- 2° en el Campeonato de Chile Contrarreloj
- 3° en el Campeonato de Chile en Ruta

2012
- Vuelta Ciclista de Chile, más 2 etapas

2015
- La Unión de los Siete Lagos

2017
- 3º en Juegos Bolivarianos en Contrarreloj

## Equipos
- TBanc Skechers (2010)
- Clos de Pirque (2011-)